# アイヌ語
アイヌ語（あいぬご、アイヌご、アイヌ語ローマ字表記:  Aynu itak, 仮名文字表記: アイヌ　イタㇰ, キリル文字表記: Айну итак）は、日本列島の北海道を中心に居住するアイヌ民族（アイヌ）の言語である。「孤立した言語」であるが、方言差があるため、下位方言を別々の言語と見なして「アイヌ語族」（Ainuic）と呼ばれることが稀にある。
近世の時点でのアイヌ民族の居住地域は、北海道島とその周辺島嶼、東北地方北部、樺太（サハリン）南部、千島列島、カムチャツカ半島南端部で、アイヌ語圏も概ねその範囲であったとされる。現在アイヌは関東地方などにも拡散しているが（1988年時点で東京都内に2700人）、日本国内のアイヌのほぼ全員が日本語話者である。2009年2月、国際連合教育科学文化機関によって「極めて深刻（英語: critically endangered）」な消滅の危機にある言語と分類された。この時日本国内では8言語が危険な状況にあるとされたが、「極めて深刻」とされたのはアイヌ語のみである。

## 概説

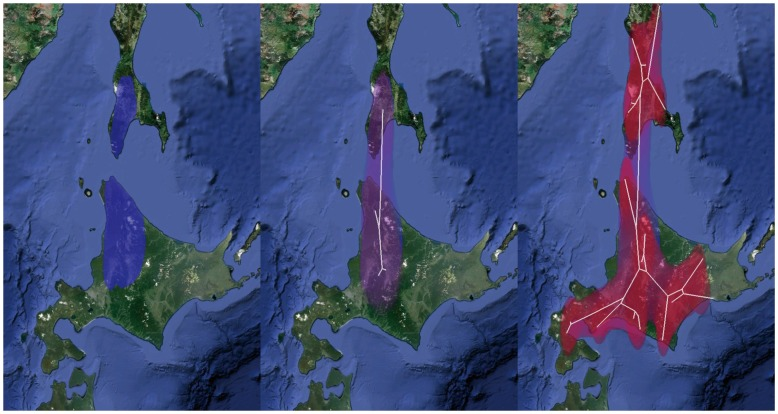
推定されるアイヌ語の起源地と拡散

アイヌ語は系統関係不明な孤立した言語（または語族）とされている。隣接する日本語・ウィルタ語・ニヴフ語のいずれとも系統が証明されておらず、アルタイ諸語、古アジア諸語、朝鮮語などとの関連性も指摘されているが、系統関係を見いだすことはできない。比較言語学方法では系統関係がわからないほど他の言語とは古くに分岐したと考えられるが、言語類型の観点からはアメリカ先住民諸語との間で最も共通点が多いとする結果がある。
アイヌと大和民族（和人）は古くから経済的・文化的に交流があり、atay と値、sippo と塩（しほ）など日本語とアイヌ語の間で語彙の借用がみられ、特に信仰・宗教関係の語彙には kamuy と神、ikupasuy と箸など日本語と同源とみられる語が多い。しかし、語彙におけるアイヌ語と日本語の関係は、日本語と中国語（漢語）あるいは英語とフランス語（アングロ＝ノルマン語）の関係よりも希薄である。
樺太で生活する樺太アイヌはウィルタ、ニヴフ民族とも交流があり、特に近世の山丹交易によって大陸とまで繋がっている。近隣民族の言語とアイヌ語（特に樺太アイヌ語）とは、民具や祭具、楽器、動植物などの語彙が一部共通しているが、普通名詞や動詞には共通語彙がほとんどない。例えば、儀礼などの食物を運搬する行器は、アイヌ語でsintokoと言い、ニヴフ語ではsinduχと言い、両者とも外来の樽や行器を指す（ただしニヴフ語においても借用語である）。
地方によって多くの方言があり、大きく北海道アイヌ語・樺太アイヌ語・千島アイヌ語に分けられるが、北海道アイヌ語以外は20世紀中に消滅したとされる（方言節参照）。アイヌには歴史上、民族全体あるいは大部分を統べる中央集権的な政治勢力、宗教的権威、あるいは文化的中心が存在しなかったため、アイヌ語には標準語や中央語に相当するような、他の方言を圧倒して広域で通用する言語変種が存在しない。

## 歴史
江戸時代、松前藩はアイヌが日本語を使用することを禁じていたが、ロシア帝国の南下政策でロシア人とアイヌの接触が顕著となると、江戸幕府が蝦夷地をたびたび直接統治するようになり、アイヌの和風化（同化）が試みられるようになった。東北地方のアイヌ（本州アイヌ）は近代に入るまでに同化し、言語の記録がほとんど残っていないが、東北各地の地名やマタギ言葉などにその痕跡がある。
明治時代に入ると、明治政府によってアイヌへの日本語教育が開始され（ジョン・バチェラーなどアイヌ語教育を試みる者もいたが、公教育には採り入れられなかった）、また日本人の大量入植でアイヌが地域の少数派に追いやられていったため、「未開」「原始的」といった偏見と蔑視が強まり、アイヌ語の地位が大きく低下した。地位の低下により、子供の前でアイヌ語の使用を極力避けるなど、多くのアイヌの間でアイヌ語を次世代に継承させることに消極的となった。アイヌ語がアイヌの日常生活から消えるのは1900年頃が節目と考えられ、現在アイヌ語の研究や学習に用いられている資料は1910年頃までに生まれた話者の記録に基づくものが多い。もっとも、アイヌ文化を後世に残そうと積極的にアイヌ語を言い聞かせた家庭もあるなど個人個人の生育環境によって事情は様々で、1926年の生まれでありながら祖母の影響でアイヌ語と日本語のバイリンガルに育った萱野茂のような例もある。
千島アイヌと樺太アイヌは日露間の領土変遷に翻弄された。北千島（主に占守島と幌筵島）に住んでいた千島アイヌは、樺太・千島交換条約で千島全域が日本領となると、カムチャツカ半島に移りロシア国民となった者以外は色丹島に強制移住させられ、生活環境の変化から人口が激減し伝統文化も衰退、その後1945年のソビエト連邦（ソ連）による北方領土占拠で色丹島も退去させられ、千島アイヌの文化は完全に途絶えた（1962年に村崎恭子が北海道内に住む千島アイヌを訪ねた際、アイヌ語の使用を確認できず、翌年千島アイヌ語の消滅を報告した）。樺太南部は樺太・千島交換条約でロシア領に、日露戦争によって日本領となったが、1945年にソ連が樺太南部を占拠すると樺太アイヌのほとんどは北海道各地に退去・離散することとなり、樺太アイヌの伝統文化は急速に衰退、1994年の浅井タケの死去によって樺太アイヌ語は消滅したとされる（実際にはアイヌ語を多少なりとも知る樺太アイヌはその後も存在した）。

### 現状
現在アイヌ語を継承しているアイヌの数が極めて少ないため、アイヌ語は近いうちに消滅してしまう「消滅危機言語」の一つとなっている。2007年の推定では、約1万5000人のアイヌの中で、アイヌ語を流暢に話せる母語話者は10人しかいなかった。別の推定では、アイヌ語を母語とする人は千島列島・カムチャツカ半島では既に消滅、樺太でもおそらく消滅していて（「ロシアにおけるアイヌ」も参照）、残る北海道の母語話者も平均年齢が80歳を越え、母語話者数も10人以下となっている。アイヌ語の消滅危惧のレベルは「おそらく消滅した言語」と「消滅の危機に厳しくさらされる言語」の間の「消滅に近い言語」となっている。2009年（平成21年）、ユネスコにより「危機に瀕する言語」として、最高ランクの「極めて深刻」の区分に分類され、数年後には母語話者の死亡により消滅するとされた。ただし、流暢に話せない世代でも、短い文なら会話できる、あるいは単語なら知っているといった人は少なくない。
2025年5月27日から、白老アイヌ協会はアイヌ政策推進交付金（2025年度予算: 720万円）を活用し、（白老方言・幌別方言を中心とした）アイヌ語話者の育成講座を開始している。この講座は月3回程度、年度毎にレポートを課す4年間の学習でアイヌ語指導者を育成し、最終的にはアイヌ語の言語復興を目標とするものである。この言語復興案は、2024年10月に白老町の姉妹都市である台湾（中華民国）花蓮県秀林郷の先住民族であるタロコ族の人々を同協会が訪問した後、同協会の山丸和幸理事長が立案した。

### 保存活動
1980年代以降、萱野茂らアイヌ語を残そうとするアイヌ自身の努力の結果、アイヌ語教室が各地に開設され、1981年には山本多助が『アイヌ語小辞典』を発行した。2007年現在、北海道内14箇所にアイヌ語教室が設置され、多くの人がアイヌ語を学んでいる。1987年にはSTVラジオが「アイヌ語講座 イランカラプテ」の放送を開始し、2020年現在も「アイヌ語ラジオ講座」として放送中である。
1986年(昭和61年）には、田村すゞ子の教え子と北方言語研究会が上智大学学生らと第一回「アイヌ語祭」を早稲田大学で共催し、和人による全編アイヌ語による演劇などがアイヌ民族や元北海道新聞社員でアイヌ語地名研究家などの前で披露された。
アイヌ文化振興財団主催のアイヌ語弁論大会（イタカンロー）には毎年多くの人が参加し、アイヌ語による弁論や、口承文芸の披露が行われている。
1990年代からは、アイヌ文化への関心の高まりから、和人などアイヌ民族以外の人々の間でもアイヌ語を学ぶ者が増え、アイヌ語の辞典も各種出版されている。特に東北地方は、アイヌとの歴史的連続性や地名研究の必要からアイヌ語への関心は伝統的に高い。関東地方にも関東在住のアイヌまたは和人がアイヌ語を学ぶ集まりがいくつか存在する。
アイヌ語は消滅危機言語であるが、オープンリールやカセットテープに記録された音声資料が大量に残されている。そうした音声資料は調査途上で内容が不明なものも多く、アイヌ語学習に使用可能な資料は限られ、今後のアイヌ語学習は音声資料の活用が課題である。

### 新語の創造
2000年代以降、北海道教育大学旭川校などでアイヌ語を刷新する兆しがある。『アイヌ語旭川方言会話辞典』は現代に不足している語彙の補完を試行しており、imeru（神が放つ光。転じて電気の意）から imeru inaw または imeru pasuy（前者は固定電話で、後者は携帯電話の意。inaw はイナウ、pasuy は箸を意味する。アイヌの信仰では、イナウや箸は神と人間との仲立ちをすると考えられていて、ネットの中とリアルを仲立ちする例えから）、imeru kampi（電子メール。kampiは紙、または手紙を意味する）等の造語を作り、現代生活で不足している語彙を補完し、「現代の言語として」使える様にする努力が行われている。
2008年7月4日に開催された「先住民族サミット」アイヌモシリ2008では、「アイヌ語を公用語とし、義務教育でも学べる言語とすること」を日本政府に提言 している。2020年の国立アイヌ民族博物館開設に際しては、館内の各種案内表示にアイヌ語を使用するため、「宝」を意味する「イコㇿ」と「部屋」を意味する「トゥンプ」を合わせて「展示室」の訳語とする、「往来（する）、お互いに行き来する」を意味する「ウコアㇷ゚カㇱ」を「交流」という意味に拡張して使うなど、183の語が検討・選定された。北海道大学でも、アイヌ語のキャンパスマップへの併記の試みもあり、そこでも言語学者による翻訳に関する議論が行われ、言語学的な翻訳の精緻化やアイヌ民族視点を反映させた訳などが議論されている。近年では、これらの言語復興運動の試み自体についても研究がなされ、造語や翻訳などを管理する機関（新語委員会）の設立が提案されているが、まだ実現されていない。

## アイヌ語の記録

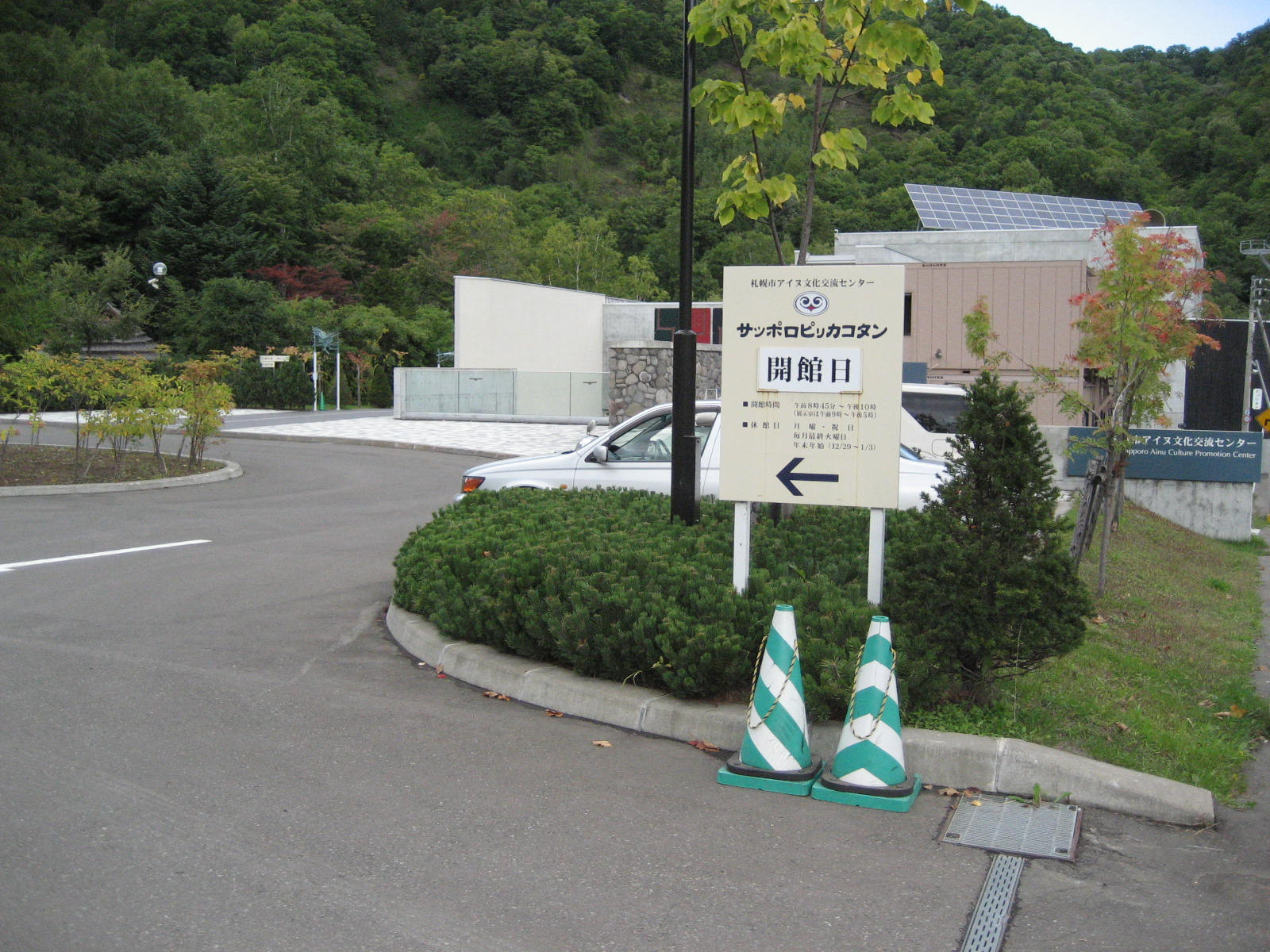
札幌市のアイヌ文化交流センター。サッポロピㇼカコタンというアイヌ語が片仮名で併記されている。（「札幌の美しい村」という意味であり、日本語の片仮名に元来は存在しない「小書き片仮名の "リ"」が用いられている。）

アイヌ語は漢字伝来前の日本語と同様、口承のみによって受け継がれてきた。アイヌの周辺には、大和民族、漢民族、満州民族、ロシア民族など、文字を持つ民族も多かったため、彼らと付き合いのあったアイヌの中には文字を使える者もいたと考えられる。しかし、民族全体で文字を取り入れる動きは無かった。
そのため文字による古い記録は、ヨーロッパ人や和人によって書かれたものが残されていて、ヨーロッパ人によるものはラテン文字、ロシア人によるものはキリル文字、日本人によるものは仮名文字と、それぞれの使う文字で記録されている。古くは17世紀初頭に松前を訪れた宣教師ジロラモ・デ・アンジェリスのラテン文字による記録が残されている。日本の史料としては平仮名でアイヌ語が記録された『松前ノ言』が最も古く寛永年間頃のものと推定されており、年代の明確なものとしては宝永元年（1704年）に蝦夷地を訪れた禅僧である正光空念の記録が古い。
正徳2年（1712年）に刊行された『和漢三才図会』では、50ほどのアイヌ語の単語とその日本語訳が記されている。蝦夷通詞（アイヌ語通訳）の上原熊次郎は、寛政4年（1792年）に刊行されたアイヌ語の辞書『もしほ草』（書名は蝦夷方言とも）の著者として知られており、自筆稿本である『蝦夷語集』（国立公文書館所蔵）や『蝦夷地名考並里程記』（東京国立博物館所蔵）が伝わっている。
アイヌ自身による記録は、大正時代からラテン文字などを用いて書かれるようになったといわれている。ピウスツキと親交があった千徳太郎治は、キリル文字によってアイヌ語を表記していた。

## アイヌ語の研究
アイヌ語最古の語彙集として知られるのは、1624年にローマで公刊されたイタリア人宣教師アンジェリスの報告書中のものである。明治時代になってから、アイヌ語は科学的に研究されるようになったが、最初期には外国からのしかも言語学者ではない人々による研究が先行したのが特徴的である。たとえば東洋学者のアウグスト・プフィッツマイアー、ニコライ・ネフスキー、ロシアの医師であったミハイル・ドブロトヴォルスキー、ポーランドの社会運動家で亡命者であったブロニスワフ・ピウスツキ、イングランド出身の宣教師であったジョン・バチェラーなどがそれにあたる。
日本の言語学者たちがアイヌ語を研究し始めた頃にはアイヌ語の話者は非常に少なかったが、先にあげた外国の研究者とはほとんど交渉を持たず、活発に研究されてきた。春採アイヌ学校の教師・伝道師の永久保秀二郎、金田一京助とその弟子である久保寺逸彦や、アイヌである知里幸恵・知里真志保姉弟らが挙げられる。
その後、田村すゞ子、萱野茂、浅井亨、村崎恭子、魚井一由、キーステン・レフシン、中川裕、切替英雄、佐藤知己、奥田統己、志賀雪湖、アンナ・ブガエワ、高橋靖以等がそれぞれ研究を進めてきた。

### 『伊勢物語』の「くた」
『伊勢物語』には「夜も明けばきつにはめなでくたかけのまだきに鳴きてせなをやりつる」という歌が登場する。その歌のうち「くたかけ」について、為家本、文暦本、為和本では、「くた＝家、かけ＝鷄」であると行間に注釈が記されている。ただし、家を「くた」と読んだり呼称したりする例は日本祖語にも日琉祖語にも存在しない。そのため、アレクサンダー・ボビンは、「家＝くた」をアイヌ語の「コタン（村の意）」に由来する上代東国方言であると指摘した。なお、村を表す「コタン」が家を表す「くた」に変化した根拠について、ギリシャ語やゴート語に同例があると説明した。

## 音韻
アイヌ語の音節はCV(C)（すなわち義務的な頭子音と義務的ではない末尾子音）からなり、子音群は少数しかない。

### 母音
アイヌ語は五つの母音を持つ。樺太方言では開音節で長短を区別する。
|      | 前舌  | 中舌  | 後舌  |
| ---- | ----- | ----- | ----- |
| 狭   | [i] i |       | [u] u |
| 中央 | [e] e |       | [o] o |
| 広   |       | [a] a |       |

### 子音
子音は 「p」、「t」、「k」、「c」、「n」、「s」、「r」、「m」、「w」、「y」、「h」、「'」の12種が数えられる。無声音と有声音の区別は存在しない。
|        | 両唇  | 両唇軟口蓋 | 歯茎   | 硬口蓋 | 軟口蓋 | 声門  |
| ------ | ----- | ---------- | ------ | ------ | ------ | ----- |
| 破裂   | [p] p |            | [t] t  |        | [k] k  | [ʔ] ' |
| 破擦   |       |            | [ts] c |        |        |       |
| 鼻     | [m] m |            | [n] n  |        |        |       |
| 摩擦   |       |            | [s] s  |        |        | [h] h |
| 接近   |       | [w] w      |        | [j] y  |        |       |
| はじき |       |            | [ɾ] r  |        |        |       |

日本語にはほとんど現れない閉音節が多く存在し、北海道方言では音節末にはc、h、' を除く任意の子音が立つことができる。いっぽう多来加を除く樺太の方言では音節末に立つ子音は限られ、音節末子音 /m/ は /n/ との区別を失い、/k/, /t/, /p/, および /r/ の一部は摩擦音化し /h/（xとも表記された）になる。例えば北海道の sések（「セセㇰ」のように発音。「熱い」の意）は樺太では sēseh（「セーセㇸ」のように発音）となる。
- u は、日本語の「ウ」と発音が異なり、日本語を母語とする者は「オ」のようにも聴きとれる場合がある。そのためにかつては aynu が アイノ、kamuy が カモイ、inaw がイナオ と書かれることが多かった。
- c はチャ、チなどにあらわれる破擦音で濁って発音されることもある。
- s は シ やス の摩擦音。方言によってはシャと発音されることもある。また、有声で発音されることはない。
- 「'」は声門閉鎖音で、たとえば teeta で母音の連続を回避するために、はっきりと区切ってテエタと発音するときテとエの間に入る音である。

- 音節 ti は存在せず、t と i が結びつくと必ずci に変わる (kot + -ihi → kocihi)。
- 音節 wi はごく少数の擬音語・擬態語にしか現れない（siwiwatki 「風がビュウビュウ吹く」。siw-iw は風の音を表す語根の反復）。
- 音節 yi、「wu」を「'i」、「'u」と別の音節として認めるか否かは研究者によって異なる（yairayke/yayirayke、aun/awun、ya(y)inkarpirkare <yay-inkar-pirkare 自分の・見る（こと）・を良くする）。

- 開音節の「'i」や「'u」は他の母音の後に来たとき、母音の連続を回避するため軽く発音され、y、w となることがある。表記としてはukoytak のように y、w になる。閉音節の場合はこの変化は起きない。

- 母音 i や u の後に他の母音が来たときは、母音の連続を回避するため渡り音 y、w が挿入されることが多い。この y、w は表記される場合とされない場合がある。例えば、uepeker という語はしばしば uwepeker と書かれる。ただし、u の後に i が来た場合だけは *uwi とはならず、u'i または uy となる。

- 音節末の t、p、k は朝鮮語の閉音節の p、t、k と同じく内破音であり、日本語のみを使う者にとっては聞き分けが難しい。たとえば p の場合、「アップ」と言った時の「プ」の直前の「ッ」のような感じの音になる。音節末 t も同様に「ハット」の「ッ」、k も「メッカ」の「ッ」音である。
- 音節末 s もシの前で詰まる音に近いが場合によりスの前で詰まる音のように聞こえる場合もある。
- 音節末の m は、日本語と異なり n と区別して発音しなければならない。
- 音節末の r については直前の母音の音色が影響することが多く、日本語のラ行子音に近い歯茎はじき音で、且つ舌先が略平らで微妙にしか舌先が上がらない為、ar の r は口の中で発音されたあいまいなラ のように、ir の r は軽いリ のような音となることが多い。樺太方言には音節末の r は無く、h か r+母音のいずれかで発音される。例えば北海道方言の utar（人々、〜たち）は樺太で utah または utara と発音される。

### アクセント
アイヌ語のアクセントは高低アクセントである。すなわち、アクセントのある音節は高く発音される。しかし、日本語と違って、アイヌ語は下り核ではなく上り核であり、即ち上昇するところアクセント核（アクセントが付くところ）までは低く、上昇してから下がっていく。
アクセントは、語頭に閉音節があればここに付く。語頭の音節が開音節であれば、原則としてその次の音節に付く。例えば pírka（美しい）は最初の音節 pir が閉音節なのでここにアクセントが付く。一方 kamúy（神、ヒグマ）は最初の音節 ka が開音節なので、次の muy にアクセントが付く。
アイヌ語では文法上他の母音の後のイ、ウも子音 y、w と見なされ閉音節として扱われる。áynu（人間）はイではなくアにアクセントが付く。
ただし例外的に最初の音節が開音節であっても、そこにアクセントが付く単語、yúkar（ユーカラ）などがある。
静内方言や様似方言ではアクセントが中和され、意味の区別がなされない。樺太方言で語頭の開音節にアクセントが付いた場合、その母音は長く発音される。例えば先の例のyukarは北海道方言では「ユカㇻ」に近いが樺太では yūkara「ユーカラ」に近い。

### 音韻規則
アイヌ語では特定の分節音が隣り合うと、特定の条件において以下のような変化、主に音韻の同化や異化などが起こる。
- -r + t- → -tt- （逆行同化）：sir + tuyma = sittuyma
- -r + c- → -tc- （逆行同化）：aykor + cep = aykotcep
- -r + n- → -nn- （逆行同化）：asir + no = asinno
- -r + r- → -nr- （逆行異化）：ar + rur = anrur
- -r + y- → -yy- （逆行同化）：
- -n + s- → -ys- （逆行同化）：mun + sinrit = muysinrit
- -n + y- → -yy- （逆行同化）：wen + yuk = weyyuk
- -n + w- → -nm- （順行同化）：an + wa = amma（沙流川下流・鵡川）
- -n + w- → -ww- （逆行同化）：an + wa = awwa
- -t + i- → -ci- （逆行同化・口蓋化）：mat + ihi = macihi
- -C + yV- → -CV- （音韻脱落）：
- -C + hV- → -CV- （音韻脱落）：
- i- + V- → i.yV- （音韻挿入）：i + omante = iyomante
- u- + V- → u.wV- （音韻挿入）：
- -V- + i- → -Vy- （母音弱化）：e + uko + isoytak = ewkoysoytak (沙流)
- -V- + u- → -Vw- （母音弱化）：
- a- + e- → -ay- （母音弱化）：ka + eyaysamne = káyyaysamne (沙流)
- a- + o- → -aw- （母音弱化）：

## 文法
基本的な文型は主語・目的語・動詞（SOV）の順であり、修飾語が被修飾語の前に置かれる、この点では日本語と同じであり、例えば、pon menoko wakka ku「若い女が水を飲む」のような表現がある。
ただし、動詞に主語および目的語の人称および数を示す接辞や、その他の意味を加える接辞が付加されるため、場合によっては、動詞だけで文に相当する表現が可能である。名詞であっても、体の部分など特に個人と切り離せない関係にあるものは、所有者を示す所有接辞が必須的に付加される。
一例として、
- usa-oruspe a-e-yay-ko-tuyma-si-ram-suy-pa

この直訳は
- いろいろ-うわさ 私（主語）-について-自分-で-遠く-自分の-心-揺らす-繰り返し

となり、「いろいろのうわさについて、私は遠く自分の心を揺らし続ける＝思いをめぐらす」を意味する。これは単語としては2つしか含まないが長い文に相当する意味を表している。2番目の動詞は語根 suy に主語などを示す接辞、副詞、さらには目的語やそれを限定する接辞がついて1つの長い単語になっている。
アイヌ語は言語類型論的に主要部標示言語であり、様々な文法現象において、付属部よりも主要部（動詞句の動詞など）に標記が与えられる。例えば所有表現において、nispa tekehe「長者の手」という時、所有者のnispa「長者」は無標であるのに対し、tek「手」はその所属形（英: possesed form）tekehe「～の手」に変化している。これは英語などのように、所有者が所有形になり、所有されたものが無標であるとは対照的である。

### 品詞分類
アイヌ語の品詞分類について長きにわたって議論されてきたが、学者によって区分の仕方が異なっている。特に問題となるのは、形容詞、後置副詞、人称代名詞、助動詞、連体詞などである。
アイヌ語では、印欧語や日本語などに相当する形容詞のカテゴリは存在しない。他の言語で形容詞が表す意味は、アイヌ語では自動詞によって表される。これらの状態動詞は、他の動作動詞と形態論において区別されておらず、意味も統語においても同様である。例えば、アイヌ語のpirkaは、「良い」という状態的な意味も表せれば、「良くなる」のような変化的な意味表せる。また、人称変化も他の自動詞と同様である（pirka=an「我々が良くなる」、ipe=an「我々が食事する」）。

### 数の変化
動詞の一部は数によって変化される。語幹が全く変わるもの（a「一人が座る」、rok「複数人が座る」）や語尾が交替するもの（ahun「一人が入る」、ahup「複数人が入る」）がある。
cape
猫
∅=an
3SG/3PL.SUBJ=ある.SG
「猫が一匹いる」
cape
猫
∅=okay
3SG/3PL.SUBJ=ある.PL
「猫が何匹かいる」
ただし、数詞や副詞などによって複数あることが文脈から明確的に判断できる場合は、印欧語のように一致するのではなく、一律単数形になる。
tu
2つ
cape
猫
∅=an
3SG/3PL.SUBJ=ある.SG
「猫が二匹いる」
cape
猫
poronno
たくさん
∅=an
3SG/3PL.SUBJ=ある.SG
「猫が沢山いる」
また、他動詞の場合は主語ではなく、目的語に一致するのが一般的である。
cape
猫
ku=∅=rayke
1SG.SUBJ=3SG/3PL.OBJ=殺す.SG
「私は猫を一匹殺した」
cape
猫
ku=∅=ronnu
1SG.SUBJ=3SG/3PL.OBJ=殺す.PL
「私は猫を何匹か殺した」

### 人称変化
アイヌ語の動詞や名詞は、人称によって変化することがある。
アイヌ語では代名詞があまり用いられず、ラテン語や古典ギリシア語同様、用いられる場合は、特別な意味（強調や限定）を表す。その代わりに、動詞にくっつく接語である人称接辞によって主語や代名詞を表示する。沙流方言の人称接辞は以下の通りである。
| 人称     | 代名詞   | 接辞                  | 接辞      | 接辞 |
| 人称     | 代名詞   | 主格                  | 目的格    |      |
| -------- | -------- | --------------------- | --------- | ---- |
| 一人称   | 単数     | kani                  | ku=       | en=  |
| 一人称   | 除外複数 | coka                  | ci= / =as | un=  |
| 一人称   | 包括複数 | aoka                  | a= / =an  | i=   |
| 二人称   | 単数     | eani                  | e=        | e=   |
| 二人称   | 複数     | ecioka                | eci=      | eci= |
| 二人称   | 敬称単数 | aoka                  | a= / =an  | i=   |
| 二人称   | 敬称複数 | aoka / utar / utaroka | a= / =an  | i=   |
| 三人称   | 単数     | sinuma                | ∅=        | ∅=   |
| 三人称   | 複数     | oka                   | ∅=        | ∅=   |
| 不定人称 | 単数     | asinuma               | a= / =an  | i=   |
| 不定人称 | 複数     | aoka                  | a= / =an  | i=   |

また、命令法を除いて、人称接辞は常に必要とされる（三人称は無標であるが文法的にそのゼロ接辞によって動詞の結合価が充填される）。特殊な四人称も存在し、一人称の包括複数、二人称の敬称単複数、話者指示的人称（引用文での話者を指す一人称）、不定人称など多様な意味を持つ。
また、以下の表のように、自動詞と他動詞では主語の活用が異なる。また、目的語も人称接辞によって表されるため、下の表のように、無標の三人称が「それ」と翻訳されている。
| 人称   | 単数形                | 複数形                     |
| ------ | --------------------- | -------------------------- |
| 一人称 | ku=ipe 「私が食べる」 | ipe=as 「私たちが食べる」  |
| 二人称 | e=ipe 「君が食べる」  | eci=ipe 「君たちが食べる」 |
| 三人称 | ipe 「彼が食べる」    | ipe 「彼らが食べる」       |
| 不定称 | ipe=an 「人が食べる」 | ipe=an 「人たちが食べる」  |

| 人称   | 単数形                    | 複数形                         |
| ------ | ------------------------- | ------------------------------ |
| 一人称 | ku=e 「私がそれを食べる」 | ci=e 「私たちがそれを食べる」  |
| 二人称 | e=e 「君がそれを食べる」  | eci=e 「君たちがそれを食べる」 |
| 三人称 | e 「彼がそれを食べる」    | e 「彼らがそれを食べる」       |
| 不定称 | a=e 「人がそれを食べる」  | a=e 「人たちがそれを食べる」   |

アイヌ語の人称変化は名詞の所属形にも行われる。

### 極性表現
アイヌ語の極性表現について、否定に関しては朝鮮語同様、否定副詞を動詞の前に置くことでによっても表されるが、日本語のように限定副助詞ka「も」に助動詞ki「～する」を用いた複合構文によっても表される。
somo
NEG.ADV
ku=ytak.
1SG.SUBJ=話す.VI
「私は喋っていない。」
nep
どの.INTERR
aynu
人
ka
も.PTCL
somo
NEG
ne.
である.COP
「私は人間ではない」（直訳：どの人間でもない）
ku=ytak
SG.SUBJ=話す.VI
ka
も.PTCL
somo
NEG.ADV
ki.
する
「私は喋っていない。」（直訳：私は喋りもしない）
また、日本語、琉球語、朝鮮語等と同様（それ以上に）、特定な意味を表すものには否定助動詞や否定動詞を用いる。否定動詞や否定助動詞には、例えばeaykap「（能力により）できない」、koyaykus「（都合により）できない」erampewtek「（知識として）わからない」、eramiskari/eramuskari「（経験として）知らない」、isam「無い」、sak「持っていない」、omuken「不漁だ」、turaynu「見つからない」などがある。
ku=ytak
SG.SUBJ=話す.VI
eaykap.
できない
「私は喋れない。」
ku=∅=erampewtek.
SG.SUBJ=3SG/3PL.OBJ=知らない.VT
「私はそれについて知らない。」
禁止表現（否定命令）には、副詞iteki（沙流・千歳方言）やeciki（旭川方言）。肯定の命令法同様、例外的に人称接辞を取らない。
iteki
NEG
arpa!
行く.IMP
「行かないで！」

### 項構造
アイヌ語では動詞の結合価が重要な役割を果たしており、「項スロット」と呼ばれる構造によって動詞の結合価が操作される。アイヌ語の動詞は0項動詞（完全動詞）、1項動詞（自動詞）、2項動詞（他動詞）、3項動詞（複他動詞）と分類される。個々の動詞に対して、項スロットは厳格に固定され、殆ど変動や両用することはなく、多くの言語における意味や統語的な結合価とは異なっている。
様々な接辞によって、動詞の結合価が上がったり、下がったりする。例えば、後述の充当態接辞によって動詞に斜格を目的語として追加し、結合価をあげることができる。また、再帰接頭辞のyay-などによって項スロットが充填され、結合価が下がる。動詞に人称を付与することでも項スロットを充填することができる。

### 名詞抱合
アイヌ語で名詞の抱合がよく行われ、他動詞に目的語が抱合されると、他動詞から自動詞になり、それ相応の人称表現が付けられる。
cep
魚
ku=koyki.
1SG.SUBJ=攻撃する.VT
「私は魚を獲る。」
ku=cepkoyki.
1SG.SUBJ=魚を獲る.VI
「私は魚捕りをする。」

### 充当態
アイヌ語には動詞の結合価を上昇させる充当態接頭辞e-（具格、「～で」）、o-（処格、「～で」）及びko-（与格、「～に」）の存在が報告されている。以下の例において、本来は1価しか持たない（主語のみで充足し、目的語を持てない）自動詞itakに、与格充当接頭辞のko-が付くと、2価を持つ（主語と目的語両方があって初めて充足する）他動詞koytakとなり、目的格人称接辞を取ることができるようになる。
ku=ytak.
1SG.SUBJ=話す.VI
「私は喋っている。」
hekaci
男の子
ku=∅=ko-ytak.
1SG.SUBJ=3SG.ACC=APL.DAT-話す.VT
「私は男の子と喋っている。」

## 方言

かつてのアイヌ語の分布

アイヌ語の方言は大きく北海道、千島、樺太に分けられる。
- 北海道アイヌ語
- 千島アイヌ語
- 樺太アイヌ語

東北北部にも16世紀から18世紀までごく少数の本州アイヌが居住していたが、彼らの方言については詳らかでない。

### 概要
アイヌはコタン毎に生活をしており、コタンは主に川筋か海岸線に沿って分布したため、川筋ごとに方言が少しずつ異なる場合が多く、また海岸部と内陸部でも差異が見られた。
かつて大きくは北海道・千島（北千島）・樺太（南樺太）の三方言があった。北海道方言は、さらに北東部方言と南西部方言の二つに分類したり、もっと細かく分類されることもあるが、方言間の詳細な比較研究が進んでいないため定説はない。千島方言は日本の千島領有以後急速に廃れ、第二次世界大戦後には既に話者が見つからなかったとされる。樺太方言は1994年に最後の話者とされる浅井タケが亡くなった。北海道内でも和人の移住が早くから進んだ渡島地方や石狩川下流域などの方言は記録がほとんど残っていない。日本海側やオホーツク海側の方言の記録もほとんどない。
先述のとおり、アイヌ語には標準語・中央語に相当する言語変種は存在しないが、話者数（第二言語として習得した者を含む）の大小や、辞書や研究文献の多寡によるアクセスの難易には方言差があり、そうした点では沙流方言や千歳方言は他の方言よりも比較的優位である。

### 下位区分
括弧内は使用地域。話者、教材を後述。
- 北海道アイヌ語
  - 北海道南西部方言
    - 八雲方言（八雲町。旧熊石町域は除く）
    - 長万部方言（長万部町）
    - 余市方言（余市町）
    - 幌別方言（登別市） - 知里幸恵『アイヌ神謡集』、金成マツ『アイヌ叙事詩ユーカラ集』
    - 白老方言（白老町）
    - 千歳方言（千歳市） - 中川裕・中本ムツ子『エクスプレス・アイヌ語』、中川裕『アイヌ語千歳方言辞典』、佐藤知己『アイヌ語文法の基礎』
    - 鵡川方言（旧鵡川町）
    - 沙流方言 (沙流川流域) - 田村すゞ子『アイヌ語沙流方言辞典』、萱野茂『萱野茂のアイヌ語辞典』、他多数。他のどの方言よりも記録の質・量ともに充実している。
    - 新冠方言（新冠町）

  - 北海道北東部方言
    - 静内方言（旧静内町） -キーステン・レフシン『The Ainu Language: The Morphology and Syntax of the Shizunai Dialect』、奥田統己『アイヌ語静内方言文脈つき語彙集（CD-ROMつき）』
    - 浦河方言（浦河町）
    - 様似方言（様似町）
    - 十勝方言（十勝支庁） - 本別町教育委員会『澤井トメノ十勝本別アイヌ語分類辞典』
    - 釧路方言（釧路支庁） - 『アイヌ語釧路方言語彙』、山本多助、貫塩喜蔵
    - 阿寒方言（阿寒町）
    - 根室方言（根室支庁）
    - 北見方言（網走支庁）
    - 石狩方言（旭川市など） - 砂沢クラ、杉村キナラブック、杉村フサ、石山キツエ
    - 天塩方言 （名寄市など）
    - 宗谷方言（稚内市）
- 樺太アイヌ語
  - 西海岸方言 - 藤山ハル、浅井タケ、村崎恭子『カラフトアイヌ語』
  - 東海岸方言 - 山辺安之助『あいぬ物語』
  - タライカ方言（旧敷香町） - 樺太の他地域のアイヌ語と著しく異なっていた。
- 千島アイヌ語（旧新知郡以北の千島列島。択捉島以南は北海道アイヌ語の一種） - 村山七郎『北千島アイヌ語』

## 文字

### 歴史
アイヌ民族はかつて文字の文化がなく、20世紀の前にアイヌ自身がアイヌ語の文章を記したテキスト（筆録資料）は見つかっていない。古には独自の文字を使用していたとの説もあるが史料は断片的なためまっとうな学説とはみなされていない（北海道異体文字を参照）
それ以前に和人や西洋人による少数の不完全な記録が散見される。日本側で記録された最古の語彙記録は17世紀初頭『松前ノ言』である。ヨーロッパ人による最古の記録は、1618年と1621年に松前藩に訪れたイタリアのイエズス会士ジロラモ・デ・アンゼリスによるものである。
アイヌ民族による文字記録は、20世紀から広まっている。その典型例は言語学者の金田一京助の元で、知里幸恵により1920年から1922年に編纂された『アイヌ神謡集』（郷土研究社より翌年の大正12年出版）である。また、その叔母や養母に当たる金成マツによるアイヌ文学に関する約2万ページの大学ノートの記録もある。いずれもローマ字によって書かれている。

### 近年の試み
近年はアイヌタイムズなどにより、カタカナやラテン文字、キリル文字による文章化がなされている。
先述のとおり、アイヌ語には規範となる共通語がなく、アイヌ語正書法も無い。しかし、それに準ずる試みはあり、北海道ウタリ協会が編集したアイヌ語テキスト『アコロ イタク』が出版されて以降は、同書の文章表記に基づいて各方言の文章化が多くなされている。
カタカナ表記に慣れ親しんでいる人が多い現代日本では、ローマ字よりもカタカナによるアイヌ語表記が好まれる。アイヌ語には現代日本語（標準語）には無い発音があるため、日本語のカタカナに加え、半濁点（サ゚など）や小書き片仮名（ㇰなど）を加えたアイヌ語仮名を用いる。アイヌ語仮名はJIS X 0213やUnicodeなどの規格に収録され、情報端末で一般に使用できる。しかし、一部の端末はアイヌ語入力に対応しておらず、入力に手間がかかることがある。

### 文字（カナ表記）
アイヌ語の仮名による統一された正書法が存在するわけではないが、各方式が大きく異なるわけではない。日本語にない音を表記するために、いくつかの専用の文字を使用する。
- 「ca・cu・ce・co・ye・we・wo」などは日本語と同様に「チャ・チュ・チェ・チョ・イェ・ウェ・ウォ」と表記する。
- tu は、「トゥ」、または「ト」に半濁点がついた「ト゚」（ト゜）、あるいは「ツ」に半濁点がついた「ツ゚」（ツ゜）（括弧内は代用表記）で表記される。
- 音節末の t、k、p、m、n はそれぞれ、「ッ」または「ㇳ」（ト）、「ㇰ」（ク）、「ㇷ゚」（プ）、「ㇺ」（ム）、「ン」（括弧内は代用表記）で表記される。
- 音節末の s は多くの場合「ㇱ」（シ）と表記するが、発音の状態によって「ㇲ」（ス）と表記される。
- 音節末の r は直前の母音に則した書き分けをし、それぞれ「ㇻ」（ラ）、「ㇼ」（リ）、「ㇽ」（ル）、「ㇾ」（レ）、「ㇿ」（ロ）（括弧内は代用表記）で表記される。
- 単語は分かち書きする。人称接辞は等号「=」ないし中黒「・」で区切って書かれることがある。それ以外の記号は日本語と同じつかい方をする。

2000年1月にJIS規格としてJIS第三水準漢字（記号類を含む）・JIS第四水準漢字が新規に制定され、このうちのJIS第三水準漢字にアイヌ語カナ表記用の拡張カタカナ（日本語の文章に通常使用される範囲外での小文字カタカナや半濁音付きカタカナ）も含まれている。
ISO規格に採り入れられている Unicode では、2002年3月に改定された Unicode 3.2 から JIS X 0213 に追随する形でアイヌ語カナ表記用の拡張カタカナ (Katakana Phonetic Extensions) が追加されており、同規格に対応したソフトウェアでアイヌ語カナ表記が扱える枠組みが整えられた。ただし、一部の文字は合成を用いないと表現できない Unicode 特有の問題があり、ソフトウェアによっては表示が劣化する場合がある。
- アイヌ語カナ表記用の拡張カタカナ（Unicode 3.2準拠）

代用表記に関しては、小文字カタカナは通常サイズのカタカナの縮小表示、半濁音は通常の全角半濁音記号を付与。
| 文字 | 代用表記 |    | 文字 | 代用表記 |    | 文字 | 代用表記 |  | 文字 | 代用表記 |
| ---- | -------- | -- | ---- | -------- | -- | ---- | -------- |  | ---- | -------- |
| ㇰ   | ク       |    | ㇵ   | ハ       |    | ㇻ   | ラ       |  | ㇺ   | ム       |
| ㇱ   | シ       | ㇶ | ヒ   | ㇼ       | リ | ㇷ゚   | プ       |  |      |          |
| ㇲ   | ス       | ㇷ | フ   | ㇽ       | ル | セ゚   | セ゜     |  |      |          |
| ㇳ   | ト       | ㇸ | ヘ   | ㇾ       | レ | ツ゚   | ツ゜     |  |      |          |
| ㇴ   | ヌ       | ㇹ | ホ   | ㇿ       | ロ | ト゚   | ト゜     |  |      |          |

パソコンでアイヌ語カナ表記（Unicode 3.2準拠）を扱う場合、
- Macintosh では、2001年の Mac OS X 10.1 Puma 以降でのOS標準フォントはアイヌ語カナ表記用の拡張カタカナにも対応している他、2003年の Mac OS X 10.3 Panther 以降でのOS標準文字入力システムのことえり4からはアイヌ語入力モードも採用された。
- Windowsでは、2007年のWindows Vista以降のOS標準フォントはアイヌ語カナ表記用の拡張カタカナにも対応しており、2001年のWindows XPと2003年のWindows Server 2003については標準では対応しないものの対応版フォントを無償でダウンロードできる。（JIS2004対応フォント(KB927489)）
  - 2008年現在 Windows の標準状態ではアイヌ語カナ表記入力機能を備えていないものの、カナ表記入力を可能にするためのユーティリティなどが有志により作成公開されており[41][42]、アイヌ語カナ表記用の拡張カタカナにも対応する商用フォントやフリーフォントも増えつつある。
    - （対応フォント一覧は ainu_exchange[43] の取扱説明書内で記述されている）

### 文字（ローマ字表記）
「発音」の節を参照。アクセント表記にはアキュート・アクセント付きラテン文字の「á」「í」「ú」「é」「ó」を使用する。通常アクセントを省略して例外アクセントのみ表記したり、全てのアクセントを省略してアルファベットのみで表記したりすることもある。
ローマ字表記のまとまった文献としては、1897年にジョン・バチェラーが完成した『アイヌ語訳聖書』（新約聖書）がある。

## 文芸
アイヌ語で文字使用が試みられる以前のアイヌの文学は全て口承のもので、民話・神話には非常に富んでいる。アイヌ語の叙事詩はユカラまたはユーカラと呼ばれる。ユーカラの内容は、動物の神があらわれて体験を語るものや、人間の世界の恋愛や戦いを歌うものなど多様である。叙事詩のほかに、いわゆる昔話のような散文による伝承文学もある。

## アイヌ語に起源を持つと推測されている地名

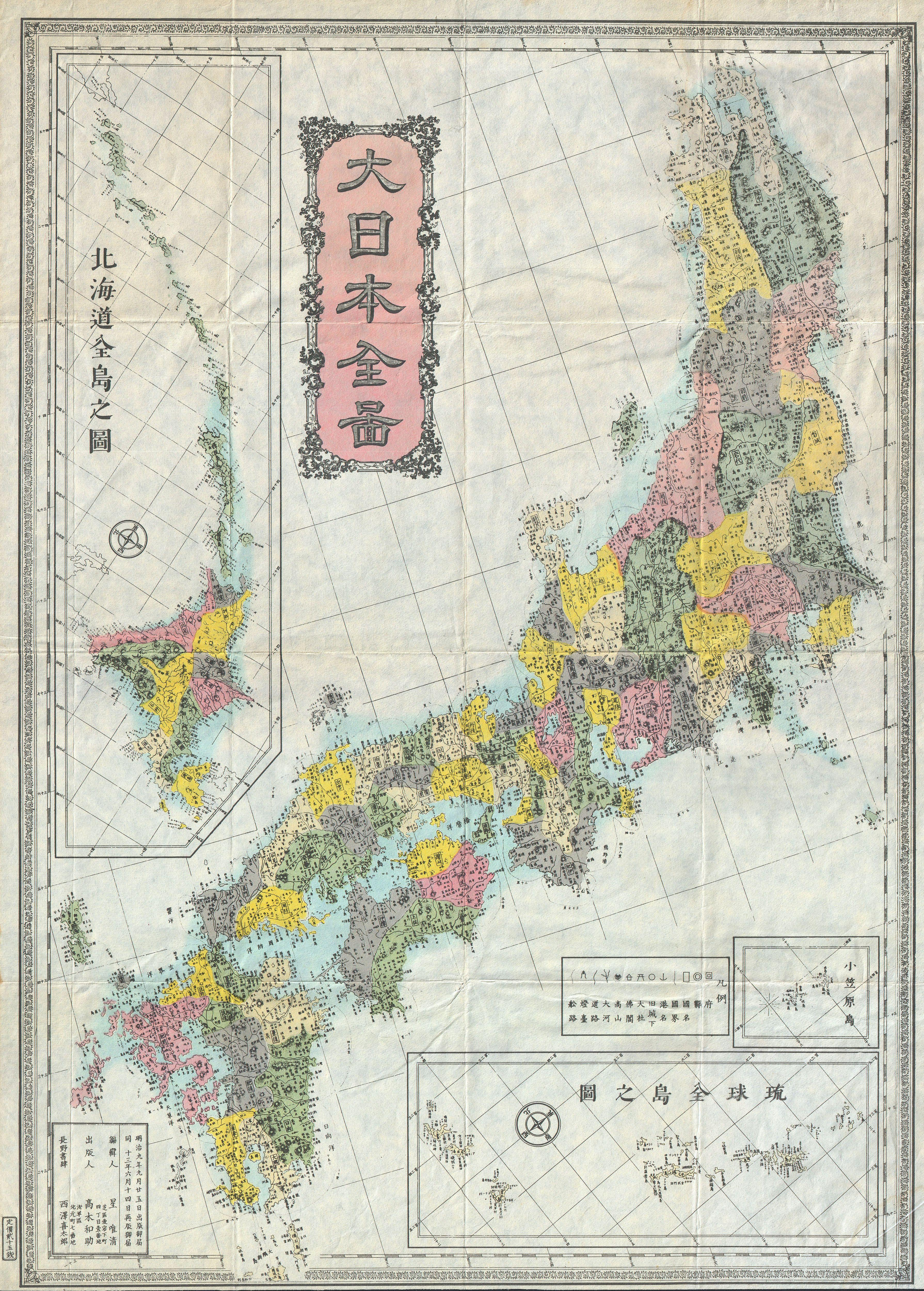
明治時代の日本地図。北海道の土地の名前の多くは、アイヌ語をカタカナで表記している。

北海道島には、アイヌ語由来の日本語地名が多い。大別して、
1. アイヌ語の発音を写し取ってカタカナで表記するものと、
2. それに漢字をあてたものがある。漢字の読みにうまく当てはまらない地名も多く、
3. 漢字にあわせて元の読みを変更してしまったものや、
4. アイヌ語の語義をそのまま日本語名にあてた（意訳）ものもある。

| 型  | アイヌ語での地名         | 変化                                         | 日本語での地名 |
| --- | ------------------------ | -------------------------------------------- | -------------- |
| (1) | ニセイ・コ・アン・ペッ   | 短縮・省略してカナ文字で表記。               | ニセコ         |
| (2) | サッ・ポロ・ペッ         | 「ペッ」が脱落し、残りの部分に漢字をあてた。 | 札幌（）       |
| (3) | チキサㇷ゚                 | →ツキサップ→ツキサム                         | 月寒（）       |
| (4) | タンネトー               | 「細長い沼」という意味を日本語訳。           | 長沼（）       |
| (5) | オッカイ・タㇺ・チャラパ | →オカタマ→オカダマ                           | 丘珠（）       |

日本の本州島以南にも、アイヌ語を起源とする地名が、かつて多数住んでいたアイヌの痕跡として残っているという説がある。本州以南のアイヌ語地名については、山田秀三をはじめ、在野の地名研究家によって研究が進められてきた。山田らによれば仙台付近以北（太平洋側）・秋田県以北（日本海側）には明らかにアイヌ語と解釈できる地名が分布し、この地域については続縄文文化の後北式土器の分布と重なるとの指摘もある。しかし、これより以南については根拠が乏しい。

### 本州島の地名
本州島の地名については、主に東北地方・北陸地方を中心に特有な発音の地名があり、これはアイヌ語が起源、あるいは（狭義の）アイヌ語と祖先を同じにする（「アイヌ語族」「縄文人の言語」と表現する人もいる）、という説が存在する。これらの地名は、北海道島の地名と語源を同じくするものも多い。
- 長内[46]
- 折壁
- 鬼壁（おにかべ）
- 折戸（おりと）
- 釜谷、釜屋、蒲谷、鎌谷（かまや）
- 目名、目名川
- ～岱/台
- 黒部（くろべ）
- 砺波（となみ）
- 阿別当（あべっとう）
- 大勘場（たいかんば）
- ～平（たい、tay、「森」）
- ～内（ない、-nay、「川」）
- 〜米（まい, oma-i、「ある-所」）
- 〜石（いし, us-i、「ある-所」）

タㇷ゚コㇷ゚（tapkop、丘）
タㇷ゚コㇷ゚は内破音を聴き分けるのが難しい日本語話者にとっては「タッ・コッ」のように聞こえる音である。
田子（たっこ、青森県）、達古袋（たっこたい、岩手県）、達子森（たっこもり、秋田県）、達居森（たっこもり、宮城県）。
トイオマナイ（toy-oma-nay、土-ある-沢）
豊間内（とよまない、青森県）、豊間根（とよまね、岩手県）、登米（とよま、宮城県）、登米沢（とよまざわ、宮城県）。
ホㇿカナイ（horka-nay、逆戻りする-川）
江戸初期以前の日本語ではh音がなかったため、いずれも母音始まりで音写されている。
居ケ内（おりかない、青森県）、折壁（おりかべ、岩手県）、折ケ内（おりかない、秋田県）。

#### 青森県
- 相内（あいない）
- 浅瀬石（あせいし）
- 赤保内（あかぼない）
- 荒熊内（あらくまない）
- 今別（いまべつ）
- 兎内（うさぎない、とない）
- 宇鉄（うてつ）
- 老部（おいっぺ）
- 大深内（おおふかない）
- 大別内（おおべつない）
- 奥内（おくない）
- 大沢内（おおざわない、おおさわない）
- 奥戸（おこっぺ）
- 遅毛内（おそけない）
- 尾太（おっぷ）
- 尾別（おっぺつ）
- 折腰内（おりこしない）
- 影津内（かげつない）
- 蟹田（かにた）
- 木内内（きないない）
- 木野部（きのっぷ）
- 切谷内（きりやない）
- 笹内
- 佐羽内（さばない）
- 小比内（さんぴない）
- 三内（さんない）
- 獅々内
- 下風呂（しもふろ）
- 尻労（しつかり）
- 車力（しゃりき）
- 瀬辺地（せべち、せへじ）
- 千厩（せんまや）
- 田子（たっこ）
- 竜飛（龍飛、たっぴ）
- 田光（たっぴ）
- 蓼内（たでない、たてない）
- 鳥舌内（ちょうしたない）
- 十腰内（とこしない）
- 十枝内（としない）
- 飛内（とびない）
- 苫米地（とまべち）
- 豊間内（とよまない）
- 十和田（とわだ）
- 入内（にゅうない）[47]
- 撫牛子（ないじょうし）
- 長牛（なこうし）
- 野辺地（のべち、のへじ）
- 野内（のない）
- 原別（はらべつ）
- 平内（ひらない）
- 戸来（へらい）
- 洞内（ほらない）
- 袰月
- 三厩（みんまや）
- 目内（めない）
- 類家（るいけ）[48]

#### 岩手県
- 相去（あいさり）
- 浅内（あさない）
- 安家（あっか）
- 安比（あっぴ）
- 安庭（あにわ）
- 宇霊羅（うれいら）
- 嬉石（うれいし）
- 伊保内
- 江刺（えさし）
- 江釣子（えづりこ）
- 越喜来（おっきらい）
- オショウナイ沢
- 女遊部（おなつぺ・おなっぺ、釜石市）
- 女遊戸（おなつぺ、宮古市）
- 釜石（かまいし）
- 上米内（かみよない）
- 軽米（かるまい）
- 金田一（きんだいち）
- 吉里吉里（きりきり）
- 久慈（くじ）
- 気仙（けせん）
- 夏油（げとう）
- 花露辺（けろべ）
- 佐比内（さっぴない）
- 死骨崎（しこつざき）
- 唐丹町
- 世田米（せたまい）
- タイマグラ
- 達谷（たっこく）
- 立根（たっこん）
- 束稲山（たばしね[49]）
- 附馬牛（つきもうし）
- 土淵（つちぶち）
- 唐丹（とうに）
- 遠野（とおの）
- 泊里（とまり）
- 西根（にしね）
- 似田貝（にたがい）
- 似鳥（にたとり）
- 似内（にたない）
- 沼宮内（ぬまくない）
- 日頃市（ひころいち）
- 平泉（ひらいずみ[注 6]）
- 馬渕（まべち、まぶち）
- 目屋
- 綾里（りょうり）
- 和井内（わいない）

#### 秋田県
- 浅舞（あさまい）
- 浅見内（あさみない）川
- 阿仁（あに）
- 阿仁合（あにあい）
- 天内（あまない）
- 板見内（いたみない）
- 打当内（うっとない）
- 笑内（おかしない）
- 小猿部川（おさるべ）
- 生保内（おぼない）
- 木在（きさら）
- 毛馬内（けまない）
- 斉内川（さいない）
- 狙半内川（さるはんない）
- 鹿内（しかない）
- 下山内（しも-さんない）
- 岱野（たいの、大館市）
- 田子内（たごない）
- 辰子潟（たつこがた、田沢湖）
- 達子森（たっこもり）
- 床舞（とこまい）
- 土目内（どめね）
- 十和田（とわだ）
- 西馬音内（にしもない）
- 仁別（にべつ）
- 能代（のしろ）
- 羽見内（はみない）
- 比立内（ひたちない）
- 比内（ひない）
- 桧木内（ひのきない）
- 堀見内（ほりみない）
- マンタラメ
- 役内（やくない）
- 鑓見内（やりみない）
- 米内（よない）
- 余路米（よろまい）

#### 宮城県
- 伊里前（いさとまえ）
- 歌津（うたつ）
- 狼の巣（おいのす）
- 不来内（こずない）
- 猿飛来（さっぴらい）
- 尿前（しとまえ）
- 志戸前（しとまえ）
- 達居森（たっこもり）
- 登米（とよま）
- 保呂内（ほろない）
- 余路前（よろまえ）

#### 山形県
- 伏熊（ふしくま）
- 尾花沢（おばなざわ）
- 遊佐（ゆざ）

#### 福島県
- 豊間（とよま）

#### 新潟県
- 五十嵐（いからし）[50]

#### 長野県
- 千曲川（ちうま）[51][52]

## アイヌ語に由来する地名以外の単語

### 日本語に溶け込んだアイヌ語
wikt:カテゴリ:日本語 アイヌ語由来・Category:アイヌ語からの借用語も参照。
| 日本語       | アイヌ語                           | 備考 |
| ------------ | ---------------------------------- | --- |
| エトピリカ   | エトゥピㇼカ（etu pirka）          | 嘴・美しい |
| オットセイ   | オンネㇷ゚（onnep）                  | 中国語を経由、オットに変化した後、漢方薬としての陰茎の婉曲表現の臍がつきオットセイとなって入ったものであると言われている |
| ケイマフリ   | ケマフレ（kema hure）              | 足・赤い（熟語 kema-pase 足・重い→年老いた）                                                                             |
| コマイ       | コマイ（komay） カンカイ（kankay） | |
| シシャモ     | スサㇺ（susam）                    | 語源はsusu-ham「柳の葉」とされる。                                                                                       |
| トナカイ     | トゥナカイ（tunakay）              | |
| ノンノ       | ノンノ（nonno）                    | 花（ファッション雑誌の名称）                                                                                             |
| ハスカップ   | ハㇱカㇷ゚（haskap）                 | 語源は has-ka-o-p で「枝の上にたくさんなるもの」の意。                                                                   |
| ホッキ貝     | ポㇰ（pok） セイ（sey）            | |
| ラッコ       | ラッコ（rakko）                    | |
| ルイベ       | ルイペ（ruype）                    | 融ける食べ物の意。冷凍保存した魚を解凍しながら食べることにちなむ。                                                       |
| バシクルモン | パㇱクㇽムン（paskurmun）          | Trachomitum venetum var. basikururmon の和名。絶滅危惧IB類（EN）。                                                       |

### 学名
- クロンキスト体系や新エングラー体系において存在したオオバヤナギ属Toisusuの属名は、アイヌ語に由来する。なお、APG分類体系においてこの分類群はヤナギ属のシノニムとされている。
- 北海道沿岸に生息するヨコエビの一種コイサムヨコエビParamoera koysama Kuribayashi & Kyono, 1995の種小名は、「海岸・渚」を意味するアイヌ語である「koysam」に由来する[53]。また、カムイテングヨコエビPleusymtes kamui Ishimaru, 1985 の種小名は「神」を意味するアイヌ語に由来する[54]。
- 北海道むかわ町から化石が産出したカムイサウルス Kamuysaurus japonicus Kobayashi et al., 2019の属名も同じく「神」を意味するアイヌ語に由来する[55]。

### その他
- 2004年から2010年まで北海道で開催されていた世界的モータースポーツイベント、世界ラリー選手権のイベントの一つラリージャパン及び2001年から開催されているアジア・パシフィックラリー選手権のイベントの一つラリー北海道において、コース（SS、スペシャルステージ）の名前は、キムンカムイ、ヤムワッカなど、原則的にアイヌ語で付けられている。
- 北海道で育成されたイネの品種であるゆめぴりかは日本語の夢とアイヌ語のピリカ（美しい）をかけあわせた造語である。
- 北海道旅客鉄道（JR北海道）およびその前身である日本国有鉄道では、道内を走行する一部の優等列車に、アイヌ語またはアイヌ語に由来する地名を用いた列車名を付けている。前者は「カムイ」「ワッカ・ヌプリ」、後者は「とかち」「宗谷・サロベツ・利尻・礼文」などが該当する。

- 漫画及びテレビアニメ「小林さんちのメイドラゴン」にはアイヌ語で雷神を意味するカンナカムイというキャラクターが登場する。